# Теј-Саксова болест
Теј-Саксова болест једна је од најчешћих ганглиозидоза са карактеристичном моторичком слабошћу у првих 6 месеци живота новорођенчета. Главно обележје болести је акумулација ГМ2 ганглиозида у централном нервном систему, забележени су и докази захватања периферног и аутономног нервног система код пацијената са хроничном болешћу.
Клиничку слику карактерише прогресивно моторно и ментално погоршање, са конвулзијама, спастичношћу и ригидношћу децеребрације и лицем лутке. Смрт обично наступа у доби од 3 године, а најчешћи узрок је бронхопнеумонија. Прегледом мрежњаче се види типична трешња црвена макула, која касније постају браон боје. Акумулација супстрата у срцу је уобичајена. Осим продуженог Q-T интервала и неспецифичних промена Т таласа na EKG, срчане манифестације су ретке.

## Епидемиологија
Ашкенаски Јевреји имају високу инциденцу Теј-Саксова болест и других болести складиштења липида. У Сједињеним Америчким Државама, око 1 од 27 до 1 од 30 ашкенаских Јевреја је рецесивни носилац. Инциденца болести је око 1 на сваких 3.500 новорођенчади међу Ашкенази Јеврејима.
Заједница Франкоканађана и заједница Кајун у Луизијани имају појаву сличну Ашкенази Јеврејима. Ирски Американци имају шансе 1 према 50 да буду носиоци. У општој популацији, инциденција носилаца као хетерозигота је око 1 на 300.
Инциденција је отприлике 1 на 320.000 новорођенчади у општој популацији у Сједињеним Америчким Државама.
Предложене су три опште класе теорија које објашњавају високу учесталост Теј-Саксових носилаца у јеврејској популацији Ашкеназа:
- Предност хетерозигота. Када се примени на одређени алел, ова теорија тврди да носиоци мутације имају селективну предност, можда у одређеном окружењу.[8]

- Репродуктивна компензација. Родитељи који изгубе дете због болести имају тенденцију да "надокнаде" тако што имају додатну децу након губитка. Овај феномен може одржати, а можда чак и повећати учесталост аутозомно рецесивних болести.[9]

- Ефекат оснивача. Ова хипотеза каже да је висока учесталост хромозома 1278инсТАТЦ,[8] резултат повишене фреквенције алела која је случајно постојала у раној популацији оснивача.[8]

Теј-Саксова болест је била један од првих генетских поремећаја које је епидемиологија проучавана коришћењем молекуларних података. Студије Теј-Саксових мутација коришћењем нових молекуларних техника као што су неравнотежа везе и анализа коалесценције донеле су консензус међу истраживачима који подржавају теорију ефекта оснивача.

## Генетика
Теј-Саксова болест је аутозомно рецесивни генетички поремећај, што значи да када су оба родитеља носиоци, постоји 25% ризик од рођења оболелог детета са сваком трудноћом, јер оболело дете добија мутирану копију гена од сваког родитеља. Ако један родитељ има овај генетички поремећај и пренесе га на дете, тада и дете постаје носилац поремећаја. 
Теј-Саксова болест је последица је мутације у гену HEXA на хромосому 15, који кодира алфа-подјединицу бета-Н-ацетилхексосаминидазе А, лизозомални ензим. 
До 2000. године идентификовано је више од 100 различитих мутација у људском HEXA гену. Ове мутације су укључивале инсерције и делеције једне базе, мутације на месту прераде, мисенс мутације и другог сложенијег обрасца. Свака од ових мутација мења генски протеински производ (ензим), понекад озбиљно инхибирајући његову функцију.
Последњих година, популационе студије и анализа родослова показале су како такве мутације настају и шире се унутар малих популација. Прво истраживање је било фокусирано на неколико таквих популација:
- Ашкенази Јевреји - Инсерција четири базна пара у егзон 11 (1278insTATC) резултује измиењеним ОТР-ом за ген HEXA. Ова мутација је најраспрострањенија мутација у јеврејској популацији Ашкеназа и доводи до дојеначког облика Теј-Саклсове болести.[13]

- Кајуни - имају исту 1278insTATC мутацију, која је пронађена међу Ашкенази Јеврејима јавља се у популацији Кајуна у јужној Луизијани. Истраживачи су пратили порекло носиоц из лујзијанских породица до једног пара оснивача – за које се не зна да су Јевреји – који су живели у Француској у 18. веку.[14]

- Франкоканађани - поседују две мутације, које нису повезане с мутацијом Ашкенази/Кајун, одсутне су у Француској, али су уобичајене међу одређеним Франкоканађанским заједницама које живе у југоисточном Квебеку и Акађанима из провинције New Brunswick. Анализа порекла сугерише да су мутације биле неуобичајене пре краја 17. века.[15][16]

У 1960-им и раним 1970-им, када је откривена биохемијска основа Теј-Сакссове болести први пут је постало познато, да ниједна мутација није секвенцирана директно за генетичке болести. Истраживачи тог доба још нису знали колико ће се полиморфизми показати честим. Хипотеза о јеврејском трговцу крзном, са својим импликацијама да се једна мутација морала проширити из једне популације у другу, одражавала је ниво тадашњег знање.
Каснија истраживања су, међутим, доказала да велики број различитих HEXA мутација може узроковати болест. Будући да је Теј-Саксова болест била један од првих генетичких поремећаја за које је био могућ широко распрострањен генетички скрининг, она је постала један од првих генетичких поремећаја код којих је доказана преваленција хетерозиготности споја.
Сложена хетерозиготност на крају објашњава варијабилност болести, укључујући касне облике. Болест потенцијално може бити последица наслеђивања две неповезане мутације у гену HEXA по једну код сваког родитеља. 
Класична новорођеначка Таy-Сакцова болест настаје када је дете наследило мутације од оба родитеља, у његовом телу потпуно се зауставља биоразградња ганглиозида. Облици касног почетка јављају се због разнолике базе мутација – па тако људи са Теј-Саксовом болести технички могу бити хетерозиготи, са две различите HEXA-мутације које обе инактивирају, мењају или инхибирају активност ензима. 
Када пацијент има барем једну HEXA копију која још увек омогућава одређени ниво активности хексосаминидазе А, јавља се каснији облик болести. 
Када се болест појави због две неповезане мутације, тада је пацијент сложени хетерозигот. Хетерозиготни носилац (који наследи један мутантни алел) показују абнормалну активност ензима, али пацијент нема симптоме болести. Овај феномен назива се доминација; биохемијски разлог за доминацију алела дивљег типа над нефункционалним мутантним алелима у урођеним грешкама метаболизма долази од начина на који ензими функционишу. 
Ензими су протеински катализатори за хемијске реакције; као катализатори, они убрзавају реакције, а да се притом не троше у процесу, тако да су потребне само мале количине ензима за извођење реакције. Неко ко је хомозигот за нефункционалну мутацију у гену који кодира ензим има малу или никакву активност ензима, па ће манифестовати абнормални фенотип. Хетерозигот (хетерозиготна особа) има најмање половину нормалног нивоа активности ензима, због експресије алела дивљег типа. Овај ниво је довољан да омогући нормалну функцију и на тај начин спречи фенотипску експресију.

### Варијанте
Теј-Саксова болест (ТСБ) и њене варијанте су узроковане одсуством или дефектима алфа подјединице HЕXА гена:
- Тип I ГM2 ганглиозидоза је такође познат као класични инфантилни акутни ТСБ, Б варијанта, псеудо-АБ варијанта или HЕXА недостатак.
- Тип III ГM2 ганглиозидоза је такође позната као јувенилни субакутни облик ТСБ.
- Б1 варијанта ГM2 ганглиозидозе је такође позната као касни инфантилни субакутни до хронични облик ТСБ; карактерише га дефект у формирању и стабилизацији активног места алфа подјединице.
- ГМ2 ганглиозидозе, такође познате као Теј-Саксова болест хроничног типа одраслих, карактерише се мутацијом псеудодефицијенције у једном или оба HЕXА алела.

## Патофизиологија
Теј-Саксова болест узрокована је недовољном активношћу ензима хексосаминидаза А. Хексосаминидаза А је витални хидролитиски ензим, који се налази у лизозомима, у којима разграђује сфинголипиде. Када хексосаминидаза А више не функционира исправно, липиди се акумулирају у мозгу и ометају нормалне биолошке процесе. 
Хексосаминидаза А посебно разграђује деривате масних киселина зване ганглиозиди; који се стварају и биолошки разграђују брзо у раном животу како се мозак развија. 
Пацијенти са Теј-Саксовом болешћу и носиоци могу се идентифицирати једноставним тестом крви који мери активност хексосаминидазе А.
Хидролиза ГМ2-ганглиозида захтева три протеина. Два од њих су подјединице хексосаминидазе А; трећи је мали гликолипидни транспортни протеин, протеин активатор ГМ2 (ГМ2А), који делује као супстрат-специфичан кофактор за ензим. Недостатак било којег од ових протеина доводи до складиштења ганглиозида, првенствено у лизозому има неурону. 
Теј–Сааксова болест (заједно са АБ-варијантом ГМ2-ганглиозидозе и Сандхофовом болести) настаје јер мутација наслеђена од оба родитеља деактивира или инхибира овај процес. Већина мутација у Теј-Саксовој болести вероватно не утиче директно на функционалне елементе протеина (нпр. активно место). Уместо тога, они узрокују погрешно савијање (ометају функцију) или онемогућују унутарћелијски транспорт.

## Клиничка слика
Теј-Саксова болест се обично први пут примећује код новорођенчади старости око 6 месеци која показују ненормално јак одговор на изненадне звукове или друге стимулансе, познат као „реакција стрепње“. Такође може доћи до безвољности или укочености мишића (хипертонија). Болест је класификована у неколико облика, који се разликују на основу старости настанка неуролошких симптома.
Класична Теј-Саксова болест се карактерише појавом заостајања у развоју у детињству, праћеном парализом, деменцијом и слепилом, са смрћу у другој или трећој години живота. Сиво-бела област око ретиналне фовеа централис, због ганглијских ћелија оптерећених липидима, формира централну „трешња-црвену” тачку типичан налаз фундускопског дна. Патолошка верификација је обезбеђена налазом типично балонираних неурона у централном нервном систему. Рана и упорна реакција продужења на звук („реакција узбуне“) је корисна за препознавање поремећаја.
Чини се да се деца са Теј-Саксовом болешћу нормално развијају првих шест месеци након рођења. Затим, како се неурони растежу са ГМ2 ганглиозидима, почиње немилосрдно погоршање менталних и физичких способности. Дете може постати слепо, глуво, неспособно да гута, атрофирано и паралитично. Смрт обично наступа пре четврте године.

### Малолетнички облик
Јувенилни облик Теј-Саксове болест је ређа од других облика Теј-Саксове болести и обично се у почетку виђа код деце између две и десет година. Људи са Теј-Саксовом болешћу доживљавају погоршање когнитивних и моторичких способности, дизартрију, дисфагију, атаксију и спастичност. Смрт се обично јавља у доби између пет и петнаест година.

### Касни почетак
Ретки облик ове болести, познат као Теј-Саксова болест са касним почетком, обично има прве симптоме током 30-их или 40-их година. За разлику од других облика, Теј-Саксове болести са касним почетком обично није фатална јер ефекти могу престати да напредују. Често се погрешно дијагностикује. 
Карактерише га нестабилност хода и прогресивно неуролошко погоршање. Симптоми касног почетка Теј-Саксове болести  – који обично почињу да се виђају у адолесценцији или раном одраслом добу – укључују: 
- потешкоће у говору и гутању,
- нестабилност хода,
- спастичност,
- когнитивни пад и
- психијатријску болест, посебно психозу налик шизофренији.[29]

Људи са касним обликом Теј-Саксове болести могу постати стални корисници инвалидских колица у одраслом добу.
Све до 1970-их и 1980-их, када је постала позната молекуларна генетика болести, јувенилни и одрасли облици болести нису увек били препознати као варијанте Теј-Саксове болести. Пост-инфантилни облик Теј-Саксове болести је често погрешно дијагностикован као још један неуролошки поремећај, као што је нпр. Фриедреихова атаксија.

## Дијагноза
Код пацијената са клиничком сумњом на Теј-Саксову болест, у било којој доби од почетка болест, почетно тестирање укључује ензимски тест за мерење активности хексосаминидазе у серуму, фибробластима или леукоцитима. 
Укупна активност ензима хексосаминидазе смањена је код особа са Теј-Саксовом болести, како њен учинк тако и њен проценат хексосаминидазе А. Након потврде смањене активности ензима, може се тражити потврда молекулском анализом.
Сва дојенчад са Теј-Саксова болест имају "трешња црвену" макулу у ретини, коју лекар лако може уочити помоћу офталмоскопа. Ова црвена мрља је подручје мрежњаче које изгледа црвено због ганглиозида у њеним околним ганглијским ћелијама. Циркулација мрежњаче испољава се кроз "црвенило" у овој фовеиној регији, где су све мрежњачне ганглијске ћелије потиснуте у страну да би се повећала оштрина вида. Дакле, ова трешњастоцрвена мрља је једини нормални део мрежњаче; који се појављује у супротности са остатком мрежњаче. Микроскопска анализа неурона мрежњаче показује да су они проширени због вишка складиштења ганглиозида.
За разлику од других лизосомних болести складиштења (нпр Гошеове болесте, Ниман-Пикове болести и Сандхофове болест), хепатоспленомегалија (повећање јетре и слезене) код Теј-Саксове болести се не види.

## Скрининг и саветовање породице у ризику од Теј-Саксове болести
Тестирање носиоца на Теј-Саксову болест у идеалном случају, треба понудити пре зачећа паровима када је бар једна особа из групе Ашкеназа Јевреја (код које је учесталост носиоца 1/30), холандског порекла из:
- Пенсилваније,
- јужне Луизијане
- Цајуна,
- источног Квебека (француско канадског порекла).

За Јевреје Ашкеназе, код којих ДНК тестирање идентификује 99,9% носилаца, ДНК тестирање је пожељна метода за утврђивање носилаца. За појединце који нису Јевреји који траже тестирање на носиоце, на почетку треба урадити ензимски тест, а позитивне или неодредене резултате треба потврдити анализом ДНК мутације. 
Ако само један партнер потиче из групе високог ризика, ту особу прво треба тестирати; само ако је он/она носилац треба тестирати и другог партнера. Ако је пар трудан у време када се захтева тестирање носиоца, оба партнера треба да имају ензимско тестирање (тест леукоцита за трудницу и тест серума за оца) и ДНК тестирање које се шаље истовремено како би се убрзало саветовање и акција.
Носиоци су појединци са болешћу која узрокује мутацију ДНК или резултати анализе ензима опсега носиоца на серуму и леукоцитима без детективне мутације и без алела псеудодефицијенције. 
Неносиоци су особе са нормалним резултатима ензима или резултатима ензима опсега носиоца и алелом псеудодефицијенције у анализи ДНК мутације.
Ако се утврди да су оба партнера носиоци, требало би их обавестити о ризику од 25% да ће имати оболело дете у свакој трудноћи. 
Опције за модификовање овог ризика укључују пренаталну дијагнозу амниоцентезом или узорковањем хорионских ресица, донацију јајних ћелија или сперме, преимплантациону дијагнозу или усвајање. Носиоци су појединци са болешћу која узрокује мутацију ДНК или резултати анализе ензима опсега носиоца на серуму и леукоцитима без детективне мутације и без алела псеудодефицијенције. 
Неносиоци су особе са нормалним резултатима ензима или резултатима ензима опсега носиоца и алелом псеудодефицијенције у анализи ДНК мутације.

## Терапија
Тренутно постоји могућност лечења Теј-Саксове болести захваљујући напретку у генској терапији. Трансплантирањем матичних ћелија омогућила се инкорпорација здравих ћелија у дефектни геном, па се крв из пупчане врпце здравих новорођенчади трансплантира у оболело новорођенче. 
Да би се проблем решио, многи пацијенти и даље имају само лекове и палијативну терапију, у коју соадају и антиконвулзанти који могу у почетку да контролишу нападе. 
Остали третмани подршке укључују правилну исхрану и хидратацију и технике за одржавање дисајних путева отвореним. Деци су на крају потребне сонде за храњење.

### Трансплантација крви из пупчане врпце
Ово је веома инвазивна процедура која укључује уништавање крвног система пацијента хемотерапијом, давање крви из пупчане врпце. Од петоро људи који су били на лечењу од 2008. године, двоје су још увек били живи након пет година и још увек су имали доста здравствених проблема.
Критичари указују на оштру природу процедуре—и чињеницу да није одобрена. Други значајни проблеми укључују потешкоће у преласку крвно-мождане баријере, као и велике трошкове, јер свака јединица крви из пупчаника кошта 25.000 долара, а одраслим примаоцима је потребно много јединица.

### Генска терапија
Прва генска терапија која користи адено-повезани вирус (ААВ) за испоруку исправних инструкција за ХЕКСА ген на можданим ћелијама који изазивају болест, примењена је 10. фебруара 2022. године, на само двоје деце, која су показала побољшања у односу на природни ток болести и нису имали нежељених догађаја везаних за векторе.

## Прогноза
Теј-Саксова болест је прогресивни неуродегенеративни поремећај.
- Класични инфантилни облик обично је фаталан у узрасту од 2 или 3 године.[26] Смрт обично настаје услед интеркурентне инфекције.
- Код јувенилног облика смрт се обично јавља у доби од 10-15 година; коме је претходило неколико година вегетативног стања са децеребратном ригидношћу. Смрт је обично последица инфекције.
- У одраслом облику, већина пацијената има нормалан животни век.